# Euphrasia dilata
Euphrasia dilata là loài thực vật có hoa thuộc họ Cỏ chổi. Loài này được Vitek mô tả khoa học đầu tiên năm 1982.